# Opogona autogama
Opogona autogama är en fjärilsart som beskrevs av Edward Meyrick 1911. Opogona autogama ingår i släktet Opogona och familjen äkta malar.
Artens utbredningsområde är Seychellerna. Inga underarter finns listade i Catalogue of Life.